# Selvasaura candesi
Selvasaura candesi — вид ящірок родини гімнофтальмових (Gymnophthalmidae). Ендемік Перу. Описаний у 2023 році.

## Поширення і екологія
Selvasaura candesi відомі з типової місцевості, розташованої на західних схилах Східного хребта Перуанських Анд, у верхів'ях річки Чонтаяку, в провінції Мараньйон в регіоні Уануко. Вони живуть у вологих гірських тропічних лісах та на луках.